# Gruppo del Verwall
Il Gruppo del Verwall (detto anche Gruppo del Ferwall - in tedesco Verwallgruppe) è un gruppo montuoso delle Alpi Retiche occidentali. Si trova in Austria (Tirolo e Vorarlberg). Prende il nome dalla Verwalltal, valle austriaca.

## Classificazione

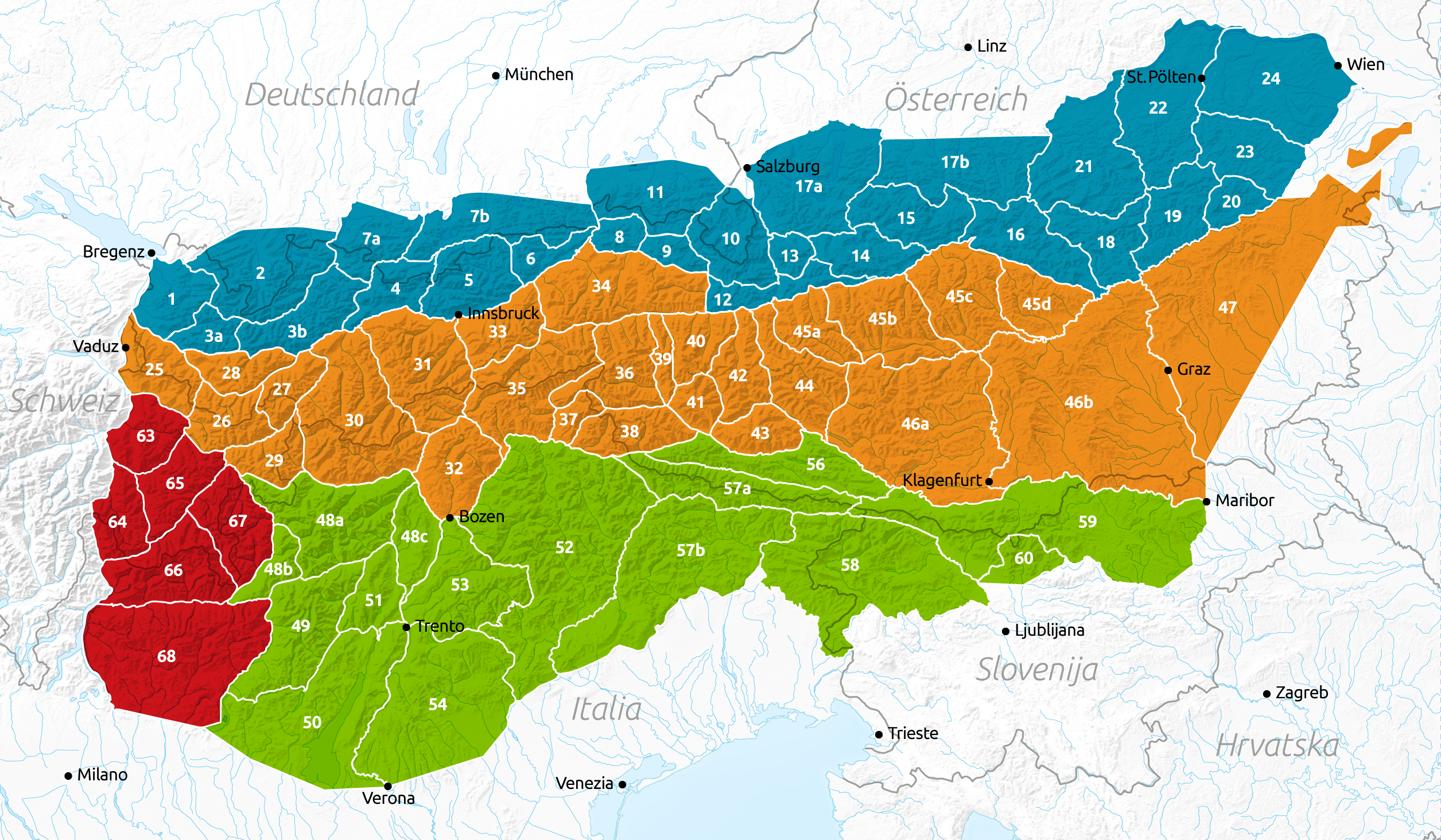
Il Gruppo del Verwall secondo l'AVE è individuato dal numero 28.

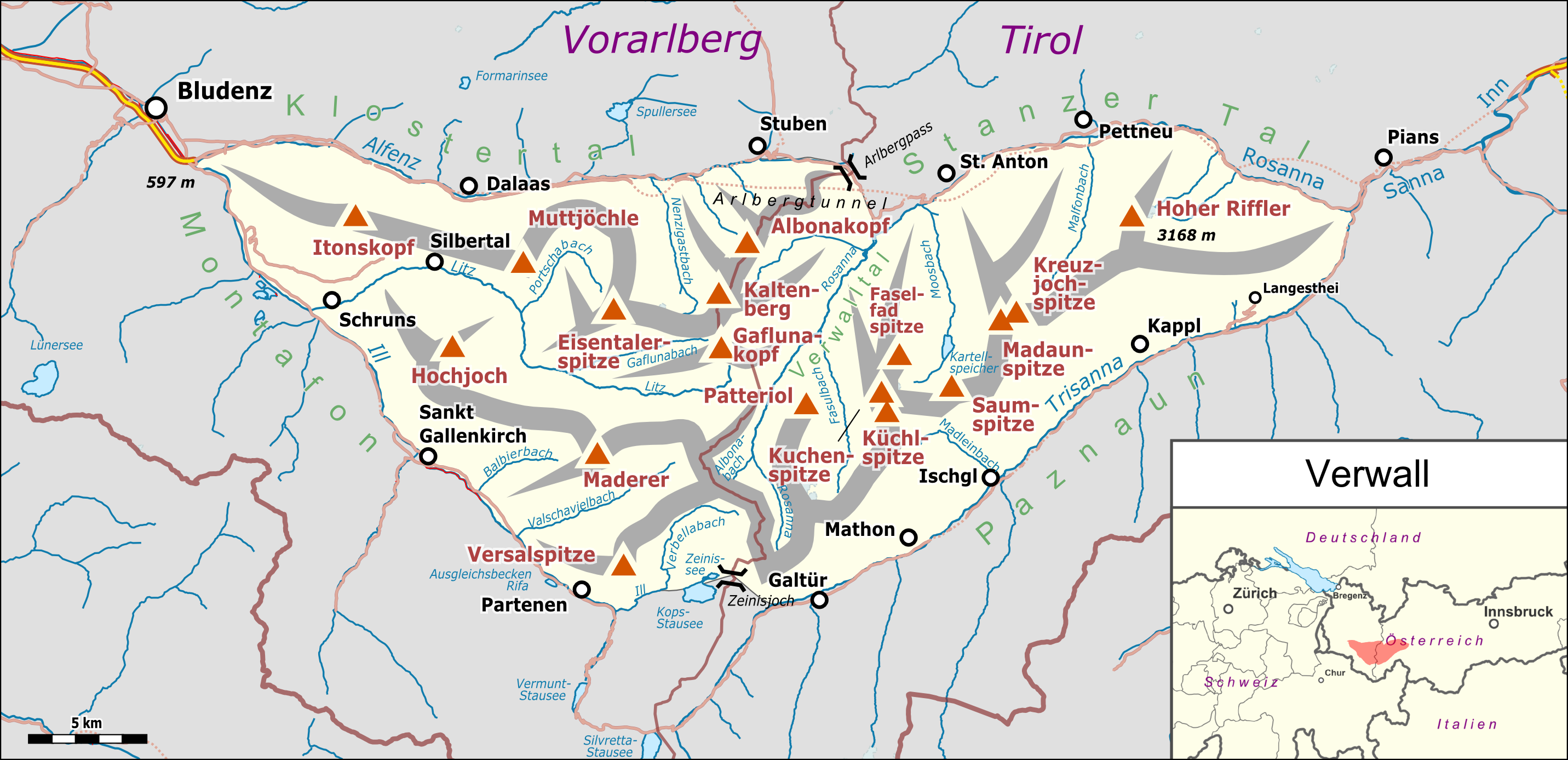
Cartina dettagliata del gruppo montuoso.

Secondo la SOIUSA il Gruppo del Verwall è un supergruppo alpino con la seguente classificazione:
- Grande parte = Alpi Orientali
- Grande settore = Alpi Centro-orientali
- Sezione = Alpi Retiche occidentali
- Sottosezione = Alpi del Silvretta, del Samnaun e del Verwall
- Supergruppo = Gruppo del Verwall
- Codice = II/A-15.VI-C

Secondo l'AVE costituisce il gruppo n. 28 di 75 nelle Alpi Orientali.

## Suddivisione
Secondo la SOIUSA il Gruppo del Verwall è suddiviso in due gruppi e diciassette sottogruppi:
- Catena Schrottenkopf-Kaltenberg (8)
  - Gruppo del Fluh (8.a)
  - Costiera del Valschaviel (8.b)
  - Costiera del Mederer (8.c)
  - Hochjochstock (8.d)
  - Gruppo del Drossberg (8.e)
  - Gruppo del Kaltenberg (8.f)
  - Gruppo dell'Eisentaler (8.g)
  - Gruppo dell'Itonskopf (8.h)
- Catena Vollandspitze-Kuchenspitze-Riffler (9)
  - Costiera del Fasul (9.a)
  - Gruppo del Karkopf (9.b)
  - Gruppo del Kuchenspitze (9.c)
  - Gruppo del Faselfald (9.d)
  - Gruppo del Kartel (9.e)
  - Gruppo del Sesslad (9.f)
  - Gruppo del Rendl (9.g)
  - Gruppo del Welskogel (9.h)
  - Gruppo del Riffler (9.i)

La Catena Schrottenkopf-Kaltenberg costituisce la parte occidentale del Gruppo del Verwall, mentre la Catena Vollandspitze-Kuchenspitze-Riffler ne costituisce la parte orientale.

## Vette

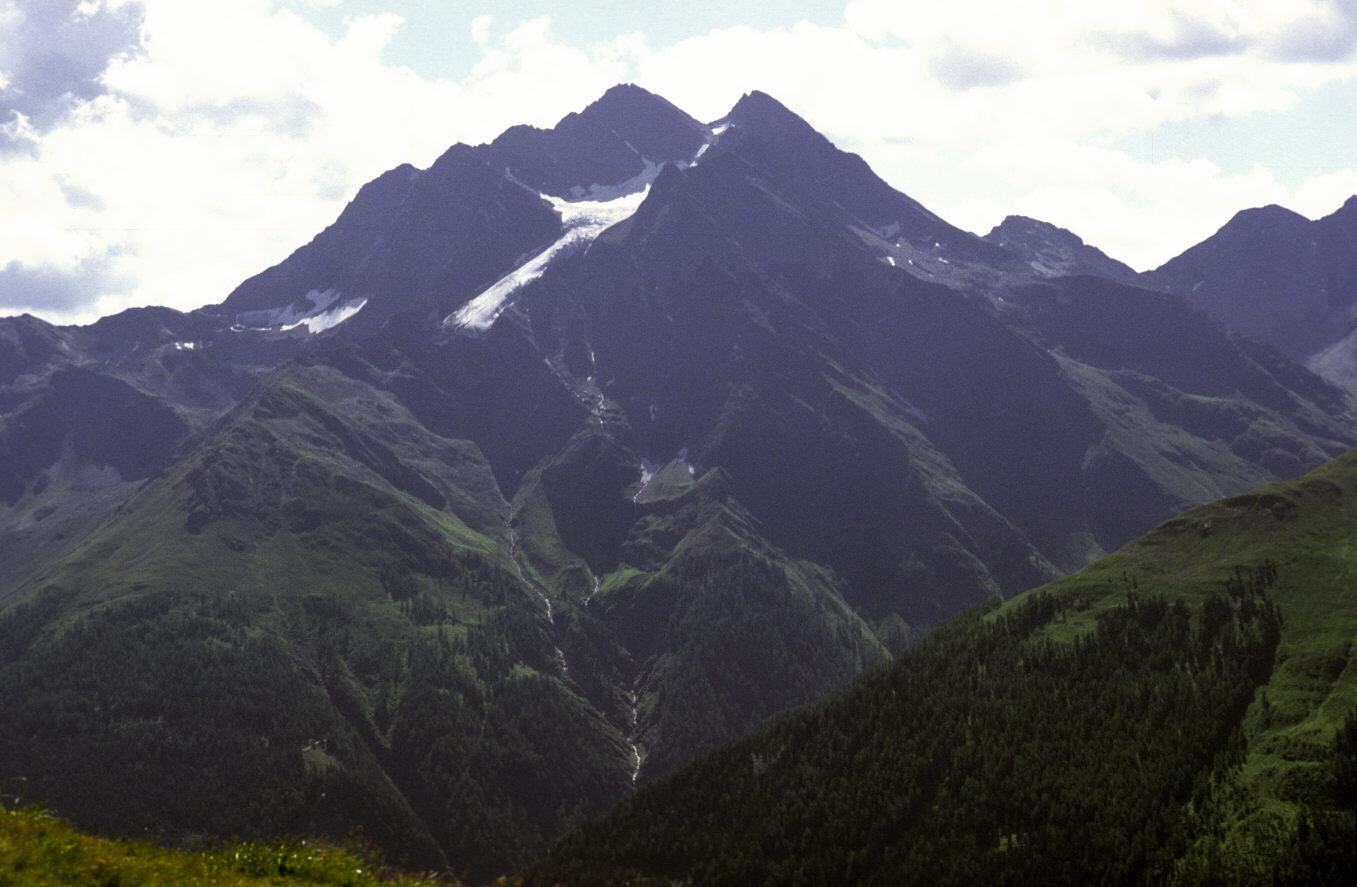
L'Hoher Riffler.

Le montagne principali del gruppo sono:
- Hoher Riffler - 3.168 m
- Kuchenspitze - 3.148 m
- Küchlspitze - 3.147 m
- Blankahorn - 3 129 m
- Seeköpfe - 3.061 m
- Patteriol - 3.056 m
- Saumspitze - 3.039 m
- Kleiner Riffler - 3.014 m
- Fatlarspitze - 2.986 m
- Scheibler - 2.978 m
- Madaunspitze - 2.961 m
- Karkopf (Gruppo del Verwall) - 2.948 m
- Pflunspitze - 2.912 m
- Madleinköpfe - 2907 m
- Kaltenberg - 2.896 m
- Schrottenkopf - 2.890 m
- Rugglespitze - 2.809 m
- Fädnerspitze - 2.788 m
- Madererspitze - 2 769 m
- Beilstein - 2.749 m
- Valschavielkopf - 2.696 m
- Reutlinger Turm - 2.606 m
- Stritkopf - 2.604 m
- Hochjoch - 2.520 m